# Sheep Dyke

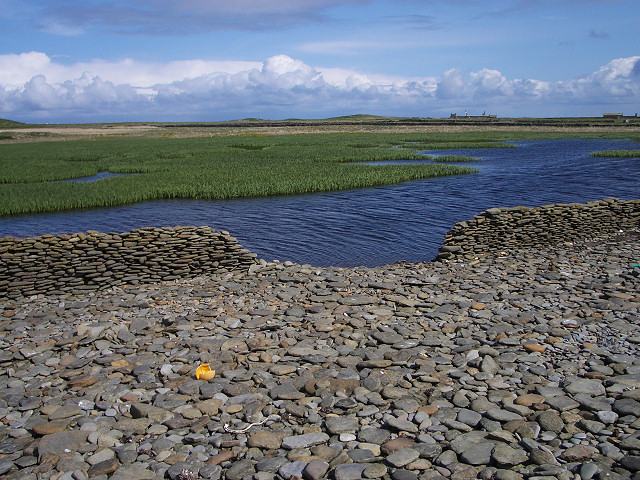
Teilweise beschädigter Deich vor einem Feuchtgebiet

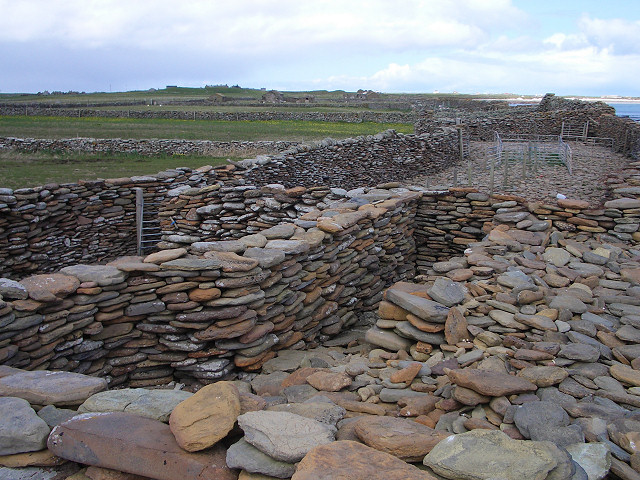
Pferche

Sheep Dyke ist ein steinerner Deich zur Einpferchung der Schafe auf der schottischen Orkneyinsel North Ronaldsay. 1999 wurde das Bauwerk in die schottischen Denkmallisten in der höchsten Kategorie A aufgenommen.

## Geschichte
Die North-Ronaldsay-Schafe stellen das traditionelle Nutzvieh auf North Ronaldsay dar. Historisch grasten sie frei auf der Insel. Zum Schutz der Ackerflächen wurde die Insel mit einer Steinmauer umgeben, um die Schafe auf den Uferflächen einzupferchen. Dort sollten sie sich von Seetang ernähren. Wahrscheinlich errichteten die arbeitslosen Arbeiter aus der zunehmend unrentabel gewordenen Kelpveraschung (siehe auch Braunalgen#Verwendung) den Deich um das Jahr 1832. Für die Instandhaltung waren abschnittsweise die Inselbewohner verantwortlich. Im Jahre 2008 wurde das Bauwerk in das Register gefährdeter denkmalgeschützter Bauwerke in Schottland aufgenommen. Sein Zustand wird als schlecht, die Gefährdung jedoch als gering eingestuft.

## Beschreibung
Es handelt sich um ein bis zu zwei Meter hohes Trockenmauerwerk, das entlang der Küstenlinie von North Ronaldsay verläuft. Mit einer Länge von rund 21 km könnte es sich um das Längste zusammenhängende Trockenmauerwerk der Welt handeln. Zu der Anlage gehört auch ein System von Pferchen, in denen die Schafe sechsmal pro Jahr zu verschiedenen Zwecken zusammengetrieben wurden.